# Bahrajn na Letnich Igrzyskach Paraolimpijskich 2008
Bahrajn na Letnich Igrzyskach Paraolimpijskich 2008 reprezentowało 3 zawodników.

## Kadra

### Lekkoatletyka
Kobiety
- Fatema Nedham
  - rzut dyskiem – 18. miejsce (8,21 m)

Mężczyźni
- Ahmed Meshaima
  - rzut oszczepem – 5. miejsce (46,22 m)[1]
  - pchnięcie kulą – 6. miejsce (12,80 m)[2]

### Podnoszenie ciężarów
- Hasan Alderazi
  - kat. do 67,5 kg – 132,5 kg – 12. miejsce